# 丹霞山
25°01′55″N 113°44′46″E / 25.03194°N 113.74611°E
丹霞山位于中国广东省北部的韶关市仁化县，是丹霞地貌的命名地。丹霞山由红色砂砾岩构成，以赤壁丹崖为特色，古人取“色如渥丹，灿若明霞”之意，称之为“丹霞山”。丹霞山是中国国家级自然保护区、国家重点风景名胜区和国家地质公园。2004年2月13日，丹霞山被联合国教科文组织评为首批世界地质公园。

## 得名
仁化丹霞山的得名源自今河南省南召县丹霞山。明末遗臣李永茂和家人多次避居此地，并向仁化县贡生刘望夫、刘松涛兄弟买下此山。并在山上修关门、凿石阶、架木梯、建房屋。因李家不忘本，就用故乡邓州的“丹霞山”（当时南召隶属于邓州）来命名仁化的“丹霞山”，丹霞意為「色如渥丹，燦若明霞」。

## 地質特點

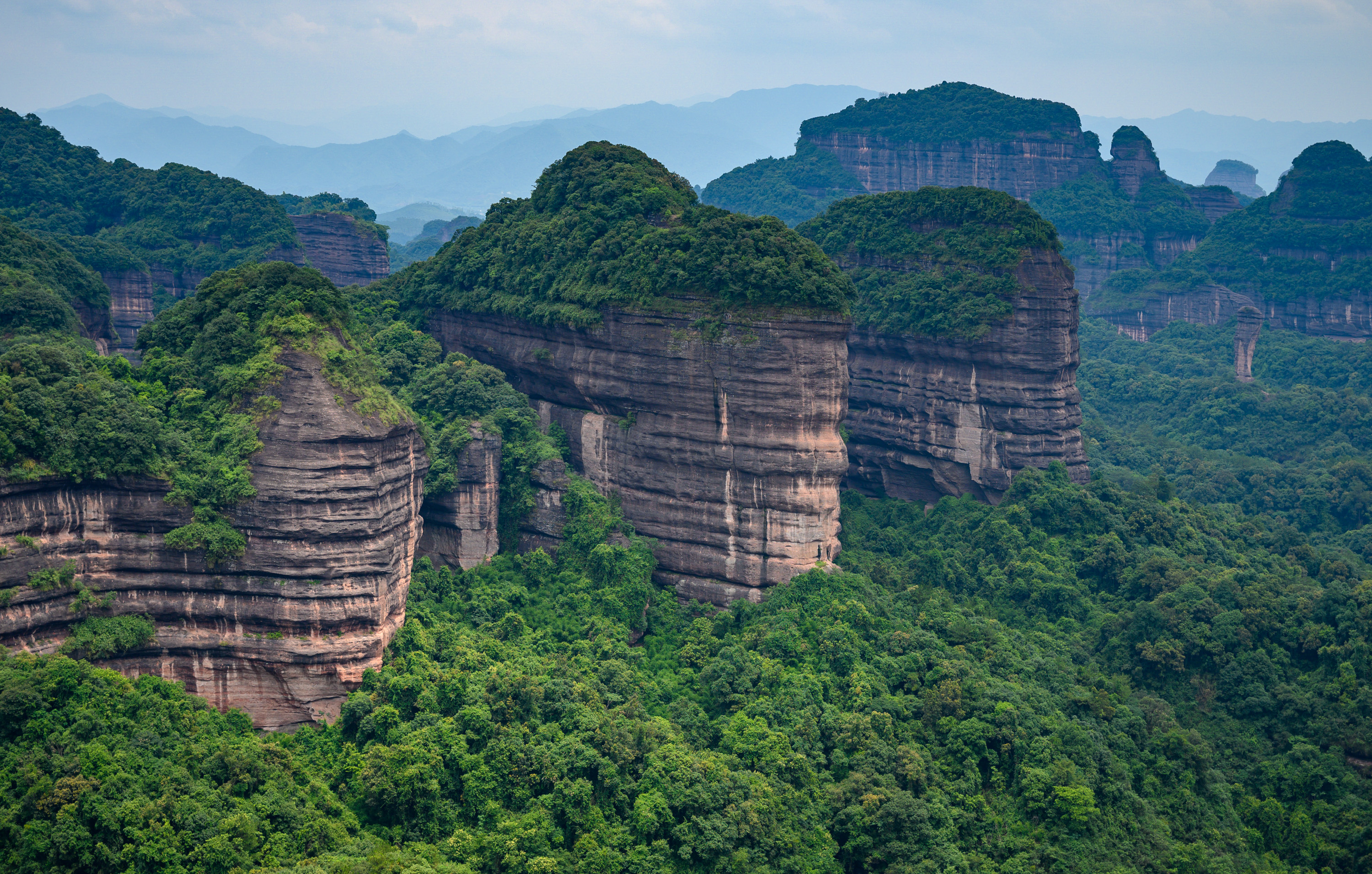
丹霞山悬崖

### 形成
丹霞山在距今1.4亿至7000万年间，那里曾是一个巨大的内陆盆地，沉积着厚厚的红色地层。后来盆地发生了多次的间歇上升，在流水的侵蚀下，丹霞盆地的红层被割成一片片红红色的山群，形成了如今的丹霞山。

### 岩層
該地岩石主要有砂岩、頁岩和礫岩構成。這些由第三紀到白堊紀所形成的岩層，簡稱為「紅層」，當地又稱為「錦石」。岩中多石花，如千瓣芙蓉，顏色不一。

## 保護

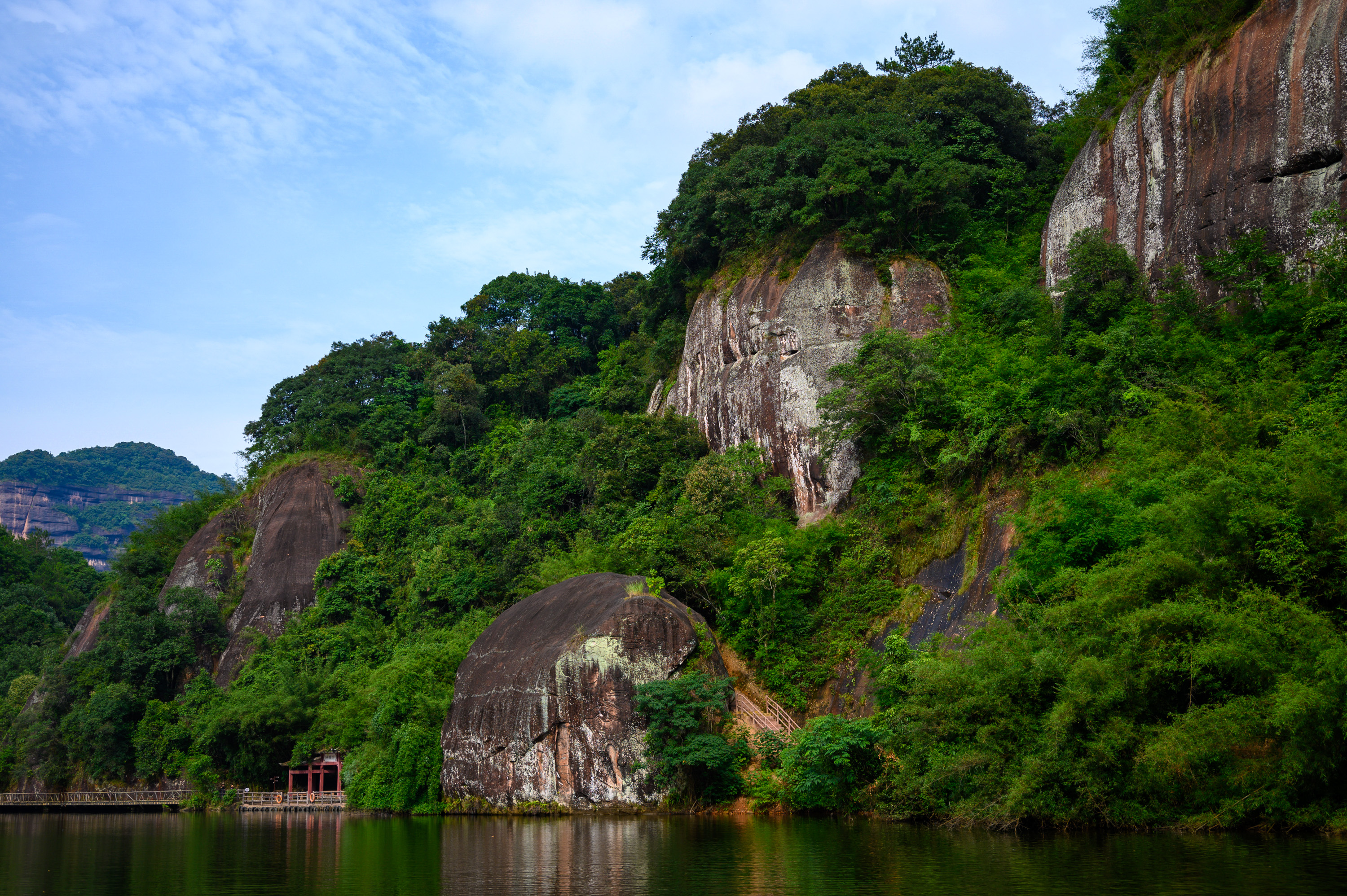
丹霞山水

### 世界自然遗产
2010年8月1日，在第34届世界遗产大会由广东丹霞山、湖南崀山、福建泰宁、江西龙虎山、贵州赤水、浙江方岩和江郎山等6大中国丹霞地貌景区以“中国丹霞”的名称联合申报世界自然遗产一举获得通过，中国丹霞6个景区同时被列入了世界遗产名录，成为中国第8处世界自然遗产、第40处世界遗产。

### 丹霞山世界地质公园

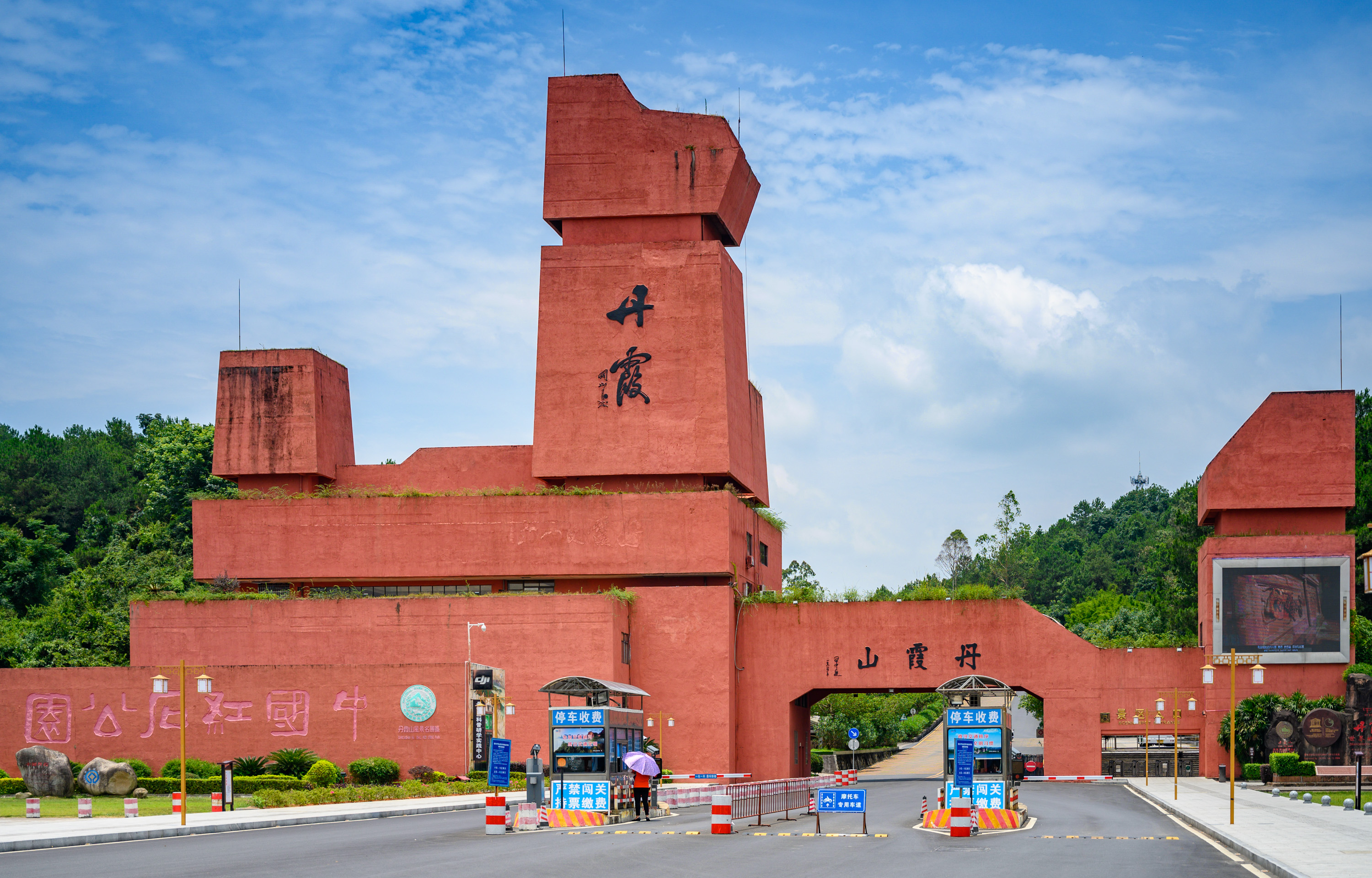
丹霞山风景区入口

丹霞山世界地质公园是2004年2月13日联合国教科文组织批准的首批世界地质公园之一，面积大约280平方千米。范围包括：丹霞山、韶石山、大石山、矮寨几个景区。内有大大小小形态各异的石峰、石堡、石墙、石柱达380余座。
这里的丹霞地貌具有典性，多样性和不可替代性。
- 丹霞山——位于仁化县城以南4千米。
- 韶石山——位于地质公园东面，周田镇附近，距韶关市区25千米。相传舜帝南巡时路过此地，见风景优美，便在此登山演奏韶乐，因此得名韶石山。

- 大石山——位于地质公园西面。
- 矮寨——位于地质公园南面。

## 图示
- 丹霞山世界地质公园全图

## 世界遗产

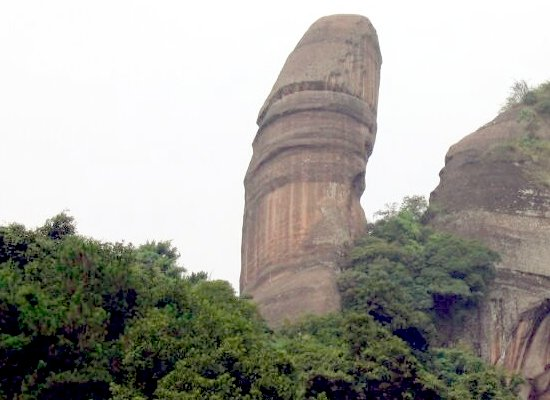
阳元石
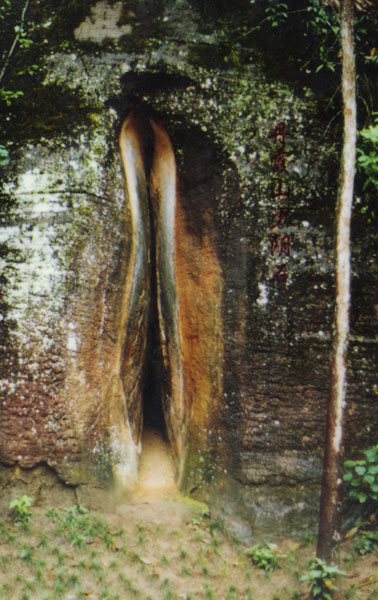
阴元石
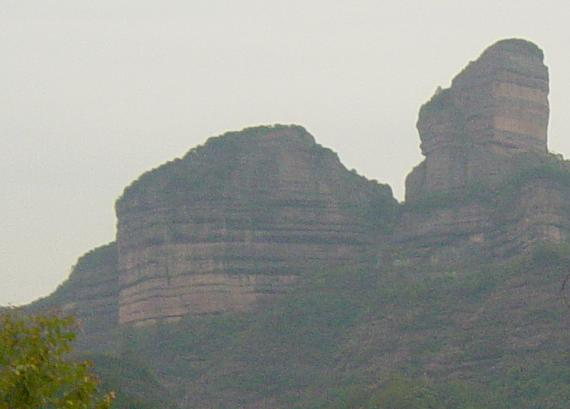
人面奇石
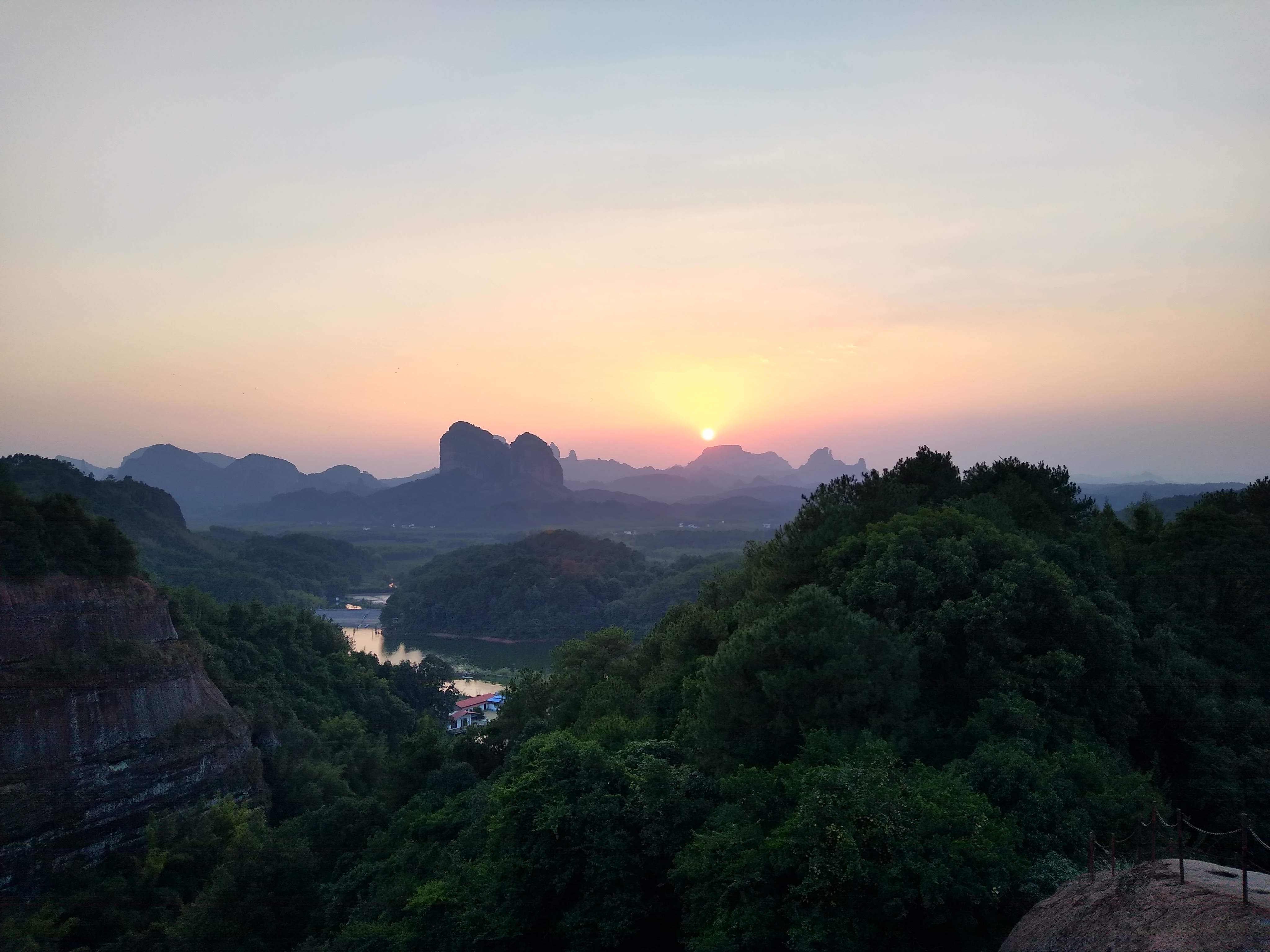
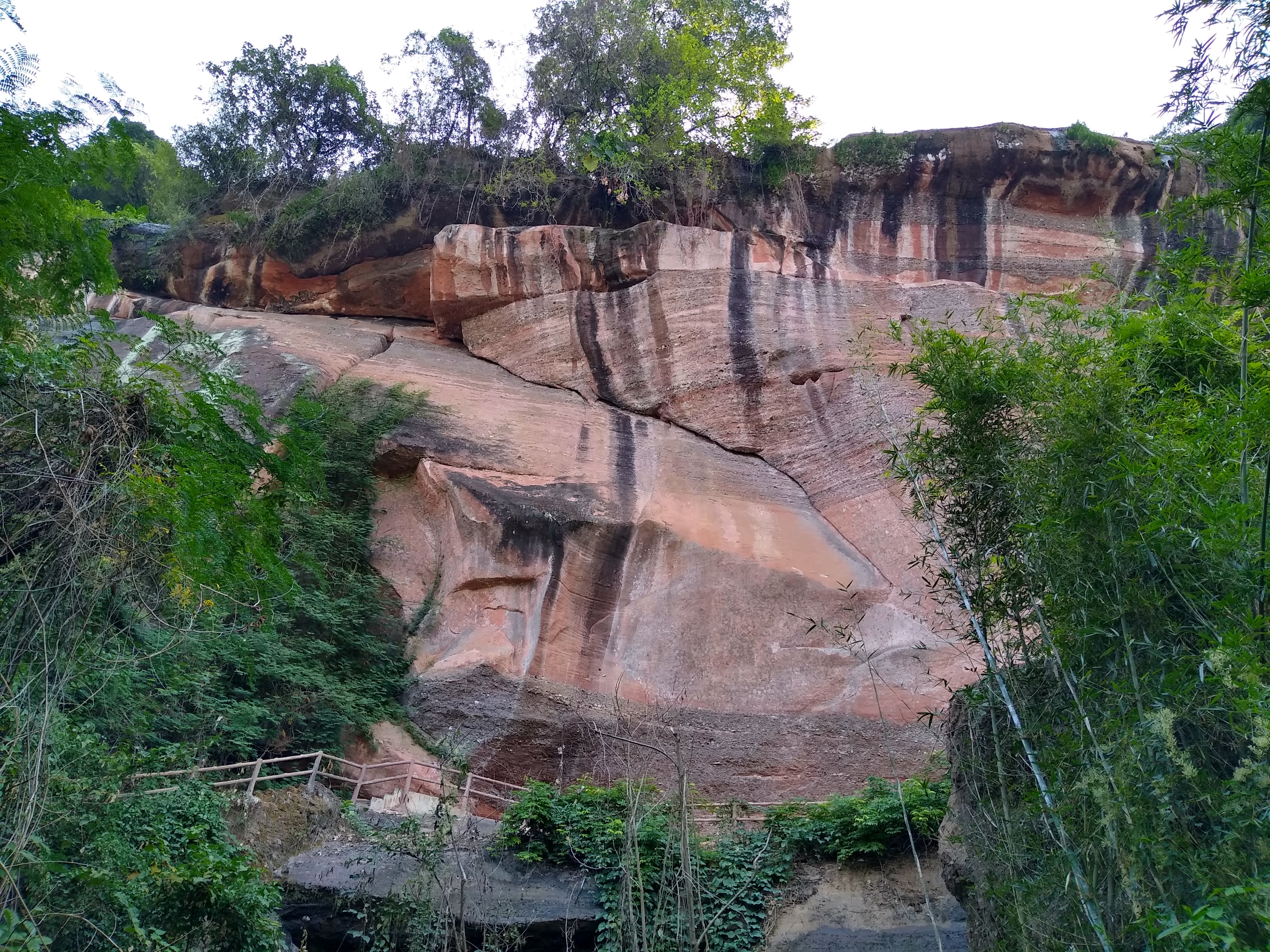